# 坪頂三水宮
坪頂三水宮，是一座位於臺灣嘉義縣竹崎鄉義仁村坪頂的臨水夫人廟，創建於民國65年（1976年），主奉三奶夫人（臨水夫人及其兩位結拜姊妹），另供奉三官大帝、福德正神等，為坪頂地方信仰中心。

## 歷史沿革
相傳清朝乾隆二年（1737年）時，福建省漳州府平和縣有位名為蔡成雲的人，因屢受臨水夫人（該廟尊稱陳奶仙娘）拯救之恩，便塑造其神像於家中禮拜，此後家務及捕魚事業皆平安順利。後蔡成雲於乾隆十六年（1751年）搬遷至臺灣並居住於番仔潭坪頂（今竹崎鄉義仁村），遂將神尊供奉於當地之蔡家祠堂，信徒服用向神求得的香火以化解危難。
民國61年（1972年）正月十五日主神誕辰時，眾人目睹「神燈光熠從天而降」之神蹟，遂請神指示，神明指示今廟址風水良好可以建廟。經各界人士組織興建委員會籌備募款，於當年二月三日破土，十一月初二日竣工。民國71年（1982年）完成屋脊工程。

## 祭祀活動
民國106年（2017年）2月8日，該廟信徒與嘉義縣議員、台灣順天聖母協會副理事長蔡慶堂、竹崎鄉民代表會副主席蔡瀧賢等一行25人到中華人民共和國福建省南平市政和縣楊源鄉鐵坑殿李三娘祖殿進香謁祖，並迎請香火回臺。
民國108年（2019年）11月2日至16日，古田臨水祖宮臨水夫人神像五年一度來台巡遊，三水宮為其中一個駐蹕點。

## 建築及附屬設施

### 楹聯
- 中門：三清献瑞旨降仙娘坪頂護民護國　水德遺徽天膺福地名山惟顯惟靈[註 1]

- 左門：三奶仰夫人範著閨帷婆心惻隱　水天觀色相雲凌寶樹廟貌莊嚴

- 進門一柱：三奶顯神威靈應臺陽傳萬世　水天施德澤恩涵坪頂配千秋

- 二柱：三姑施法雨沾大地無止境　水伯湧恩波沐群黎有餘慶

- 三柱：三綱宣正氣坪頂檀香飄寶殿　水府伏群妖閭山法力冠塵寰

- 四柱：三多祝福景仰坤儀災消萬刼　水少興波宏施德澤靈赫千秋

- 五柱：三臺祀典崇白馬金冠施法雨　水國波瀾靜青天碧落現慈雲

學者江寶釵、張屏生、蕭藤村等指出各聯首皆嵌入了宮名「三水」二字；「婆心惻隱、現慈雲、恩波沐群黎」等詞顯示三奶夫人之慈悲，「坪頂護民護國、名山惟顯惟靈」，「靈應臺陽、恩涵坪頂」，「坪頂檀香飄寶殿、閭山法力冠塵寰」等字句則利用互對表現三奶夫人對阿里山山脈旁坪頂居民層層疊疊的照護。

### 龍池
該廟前有一水井，本為早期之水源。民國88年（1999年）921大地震後當地道路損壞，政府補助重新鋪設廣場及規劃景觀，水井亦於此時改造為龍池。民國107年（2018年）該造景被嘉義縣政府及竹崎鄉公所列入內埔地區迓觀音請媽祖五村（內埔、白杞、塘興、昇平、桃源）十三庄建設景觀及改善工程第二期，民國108年（2019年）3月時準備施作。

### 楊桃樹
該廟旁原有一株約200歲的楊桃樹，是嘉義縣列管第107號老樹，大樹粗壯三個人都無法合抱，後因褐根病搶救無效而於民國106年（2017年）移除。鄉民代表會副主席蔡瀧賢表示由於地方民眾皆難捨老樹、希望長久保留，他打算請住在臺北的林姓地主同意，將老樹製作為裝置藝術，成為村子地標並於2018年臺灣燈會上展示。

### 圖片

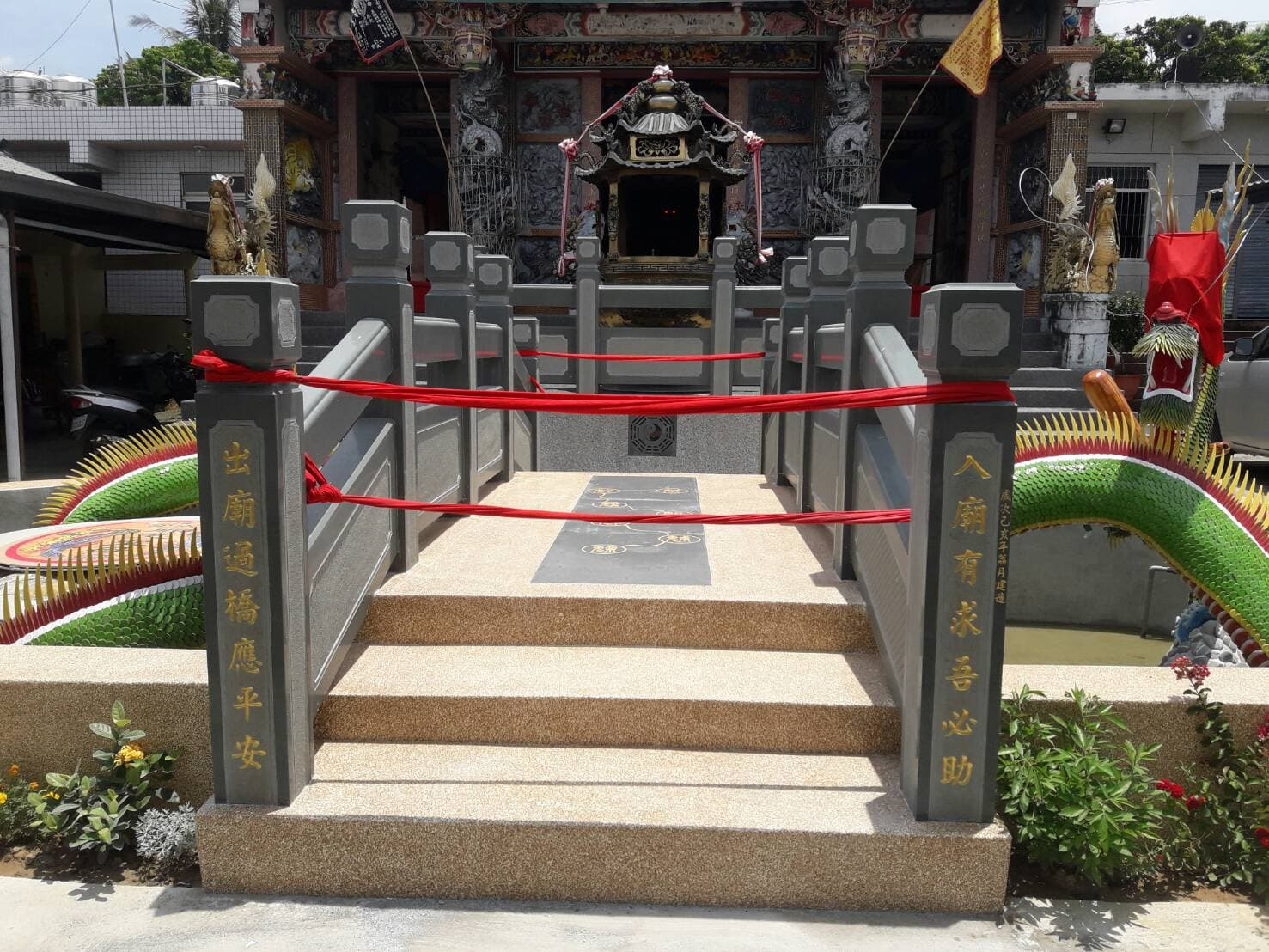
百花橋詩句
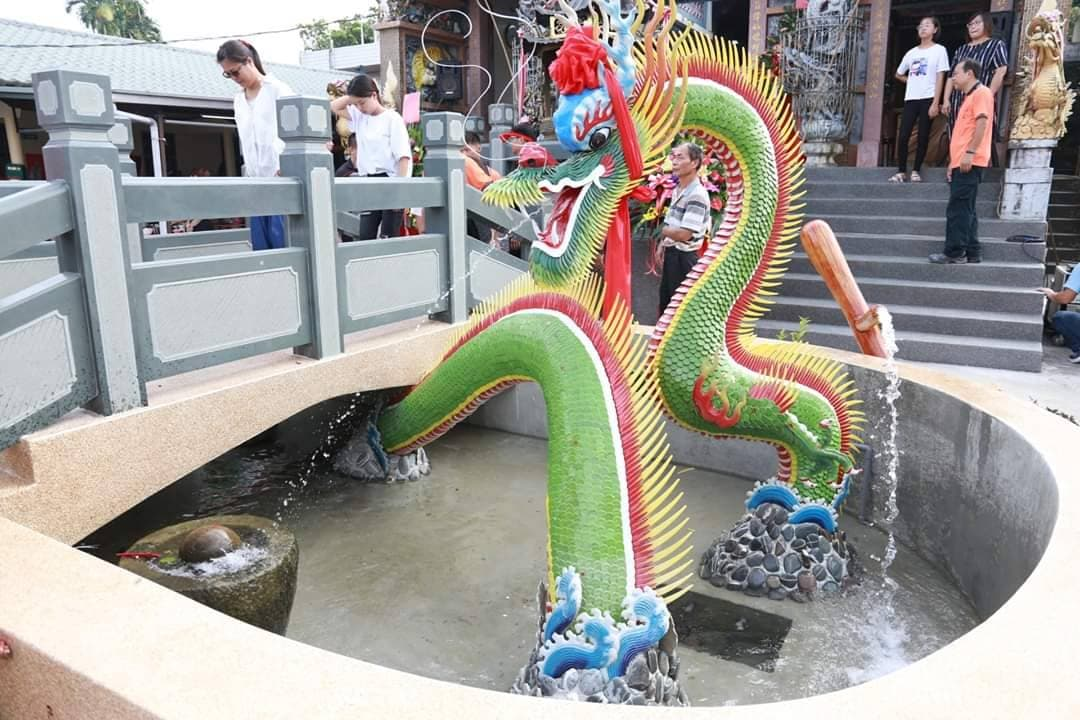
百花橋古井龍神

## 註解
1. ↑  本段楹聯及評析皆引自《嘉義縣志‧文學志》，書目詳細資料見後引註[11]。

## 外部連結
- 西元2019年古田臨水祖宮臨水夫人神像駕臨三水宮影像紀錄